# MaK G 850 BB
Die Baureihe MaK G 850 BB sind vierachsige Drehgestell-Diesellokomotiven, die für den schweren Rangier- und mittleren Streckendienst auf Werkbahnen konzipiert wurden. Von 1966 bis 1974 wurden 22 Exemplare in Normalspur (1435 mm) von der Firma Maschinenbau Kiel (MaK) gebaut.

## Entwicklung
Bei den Lokomotiven wurde die Leistungsübertragung vom Strömungsgetriebe mittels Gelenkwellen realisiert, was die Lokomotive als Drehgestellbauart ermöglichte.
Die Lokomotiven zählen zur zweiten Generation von Mak- bzw. Vossloh-Loks. Durch das Bezeichnungsschema wird die Kraftübertragung mit Gelenkwellen (G), das Leistungsprogramm (in etwa die Motorleistung mit 850 PS) und die Achsfolge (BB) zum Ausdruck gebracht.

## Technik
Die Lokomotiven besitzen zwei Vorbauten. Ein Vorbau enthält Motor und Getriebe, im anderen sind Hilfsbetriebe untergebracht. Der Mittelführerstand besitzt diagonal versetzte Bedienpulte. Diese Lokomotiven unterscheiden sich gegenüber der stärkeren MaK G 1100 BB lediglich durch den fehlenden Turbolader.
Es konnten zwei verschiedene Strömungsgetriebe von Voith gewählt werden: entweder ein normales Strömungsgetriebe oder ein Strömungswendegetriebe.
Die Kraftübertragung von der zwischen den Drehgestellen liegenden Getriebeausgangswelle erfolgt über Gelenkwellen und Radsatzvorgelege auf die jeweils inneren Radsätze, von diesen über einen Durchtrieb des Vorgeleges über eine weitere Gelenkwelle auf das Vorgelege der äußeren Radsätze. Die Dienstmasse liegt je nach Ausführung zwischen 68 und 80 Tonnen, der Tankinhalt beträgt 3000 Liter.

## Einsatz
19 Lokomotiven wurden an den Stahlkonzern ARBED in Luxemburg (inzwischen aufgegangen in ArcelorMittal) verkauft und im schweren Rangier- und Übergabedienst verwendet. Fast alle Lokomotiven sind noch vorhanden, sie wurden um 2007 an die staatliche CFL Cargo abgegeben. Sie erhielten dort die Betriebsnummern 301–319 sowie die NVR-Nummern 98 82 0000 3xx-y L-CFLCA.
Zwei Lokomotiven wurden an den Stahlkonzern Italsider verkauft, der Verbleib dieser Lokomotiven ist nicht bekannt.
Die Maschine mit der Fabriknummer MaK 800172 erhielten die Stahlwerke Röchling-Burbach. Diese wurde 2005 nach einem Motorschaden verschrottet.

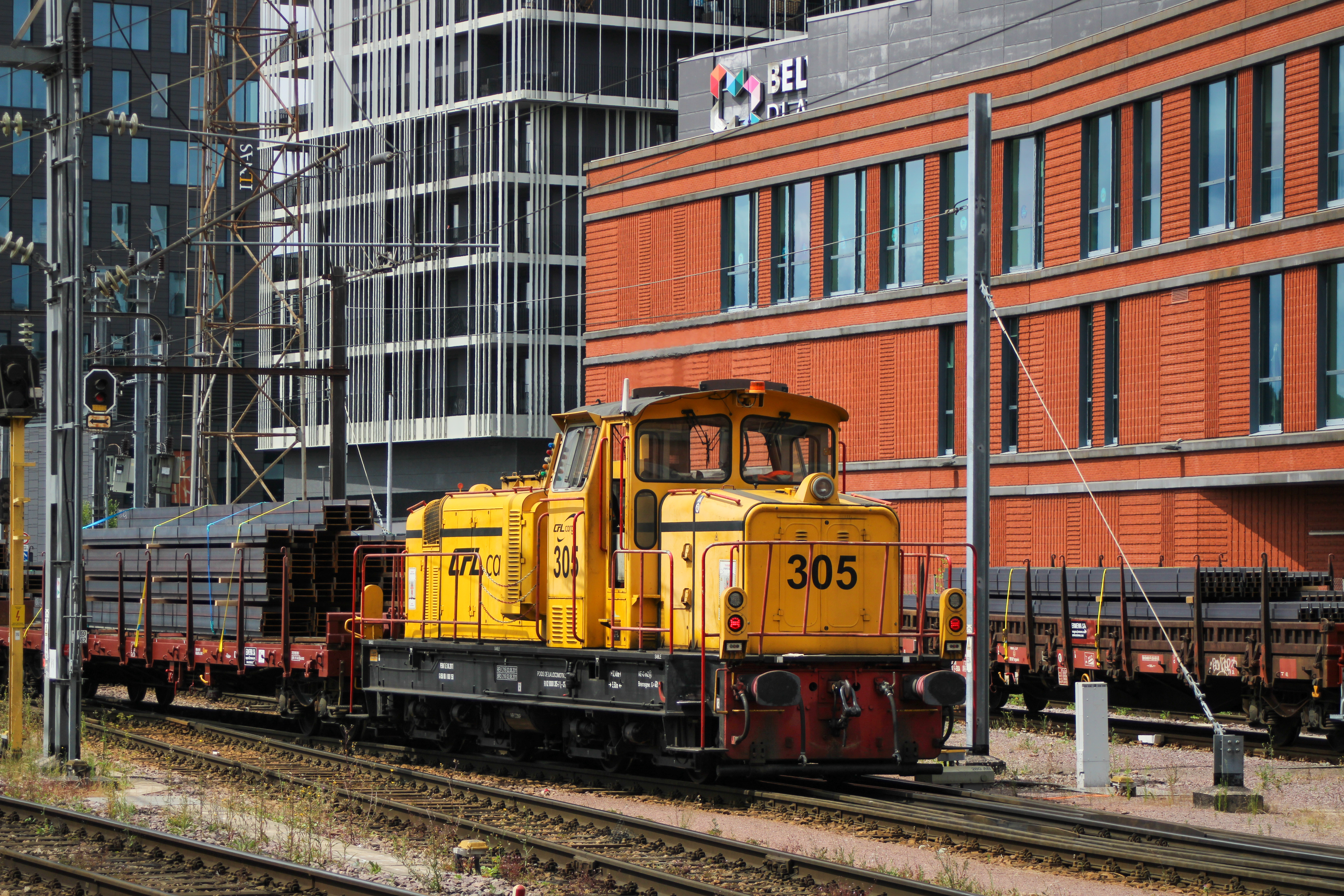
CFLCA 305 beim Rangieren im Bahnhof Belval-Université